# Manuel Agyao
Manuel S. Agyao ist ein philippinischer Bauingenieur und Politiker der Liberal Party (LP), der seit 2007 Mitglied des Repräsentantenhauses ist.

## Leben

### Bauingenieur und Vizeminister
Agyao absolvierte nach dem Schulbesuch ein Studium im Fach Bauingenieurwesen, das er 1965 mit einem Bachelor of Science in Civil Engineering (B.S. Civil Eng.) abschloss. Danach arbeitete er zunächst zwischen Juni 1965 und 1967 als Ingenieur bei der Atlantic Golf and Pacific Corporation, ehe er am 5. August 1968 in den öffentlichen Dienst wechselte und als Bauingenieur Mitarbeiter im Ministerium für öffentliche Straßen (Department of Public Highways) wurde. Er arbeitete vom 4. Januar 1971 bis zum 28. Februar 1981 als Leitender Ingenieur in dem daraus hervorgegangenen Büro für öffentliche Straßen (Bureau of Public Highways) sowie danach bis zum 28. Februar 1987 als verantwortlicher Ingenieur in dem daraus entstandenen Ministerium für öffentliche Straßen (Ministry of Public Highways) beziehungsweise zuletzt als Bauaufsichtsingenieur im Ministerium für öffentliche Arbeiten und Straßen (Ministry of Public Works and Highways).
Am 1. März 1987 wurde Aygao verantwortlicher Ingenieur im nunmehr in Department of Public Works and Highways (DPWH) umbenannte Ministerium für öffentliche Arbeiten und Straßen. Dort wurde er nach einem postgradualen Studium der Verwaltungswissenschaften an der University of Saint Louis Tuguegarao, das er 1994 mit einem Master of Public Administration (M.P.A.) beendete, am 28. Juni 1995 Direktor des DPWH in der Cordillera Administrative Region (CAR), die die Provinzen Abra, Apayao, Benguet, Ifugao, Kalinga sowie die Mountain Province umfasst.
Zuletzt war Agyao vom 3. April 2002 bis zum 8. Dezember 2006 Vizeminister für öffentliche Arbeiten und Straßen (Assistant Secretary for Public Works and Highways).

### Mitglied des Repräsentantenhauses
Bei den Wahlen vom 14. Mai 2007 wurde Agyao für die Lakas-Demokratikong Kristiyano at Muslim (Lakas-Kampi) erstmals zum Mitglied des Repräsentantenhauses gewählt und vertritt in diesem seither den Wahlkreis Kalinga, den einzigen Wahlkreis der Provinz Kalinga. Bei der Parlamentswahl vom 10. Mai 2010 wurde er mit 71.255 Stimmen (74,99 Prozent) wiedergewählt und konnte sich damit deutlich gegen den damaligen Kandidaten der Liberal Party, James Bejarin, durchsetzen, auf den 23.769 Wählerstimmen (25,01 Prozent) entfielen. Er wurde bei der Parlamentswahl vom 13. Mai 2013 mit 46.930 Wählerstimmen (67,14 Prozent) wiedergewählt und konnte sich dabei gegen den Kandidaten der United Nationalist Alliance (UNA), Macario Duguiang, durchsetzen, der 22.968 Stimmen (32,86 Prozent) bekam. In der derzeitigen, von 2013 bis 2016 dauernden 16. Legislaturperiode ist er Vorsitzender des Parlamentsausschusses für ländliche Entwicklung (House Committee for Rural Development). Dieser ist zuständig für alle Angelegenheiten, die sich mit der Entwicklung ländlicher Gebiete und Inseln durch politische Regelungen, Programme, Unterstützungsdienste und anderen Interventionen beschäftigen, um die dortigen Lebensbedingungen und Unternehmen zu entwickeln. Dazu gehören auch Kleinkredite, die Mobilisierung und Entwicklung von Gemeinschaften, Gebietsentwicklungsplanungen und der Zugang zur Förderung und Finanzierung ländlicher Projekte.
Da Agyao die Höchstgrenze der konsekutiven Wählbarkeit von neun Jahren erreicht hat, darf er bei den kommenden Parlamentswahlen am 9. Mai 2016 nicht erneut kandidieren, und wird somit aus dem Repräsentantenhaus ausscheiden.